# Internationaler Tag der Freundschaft

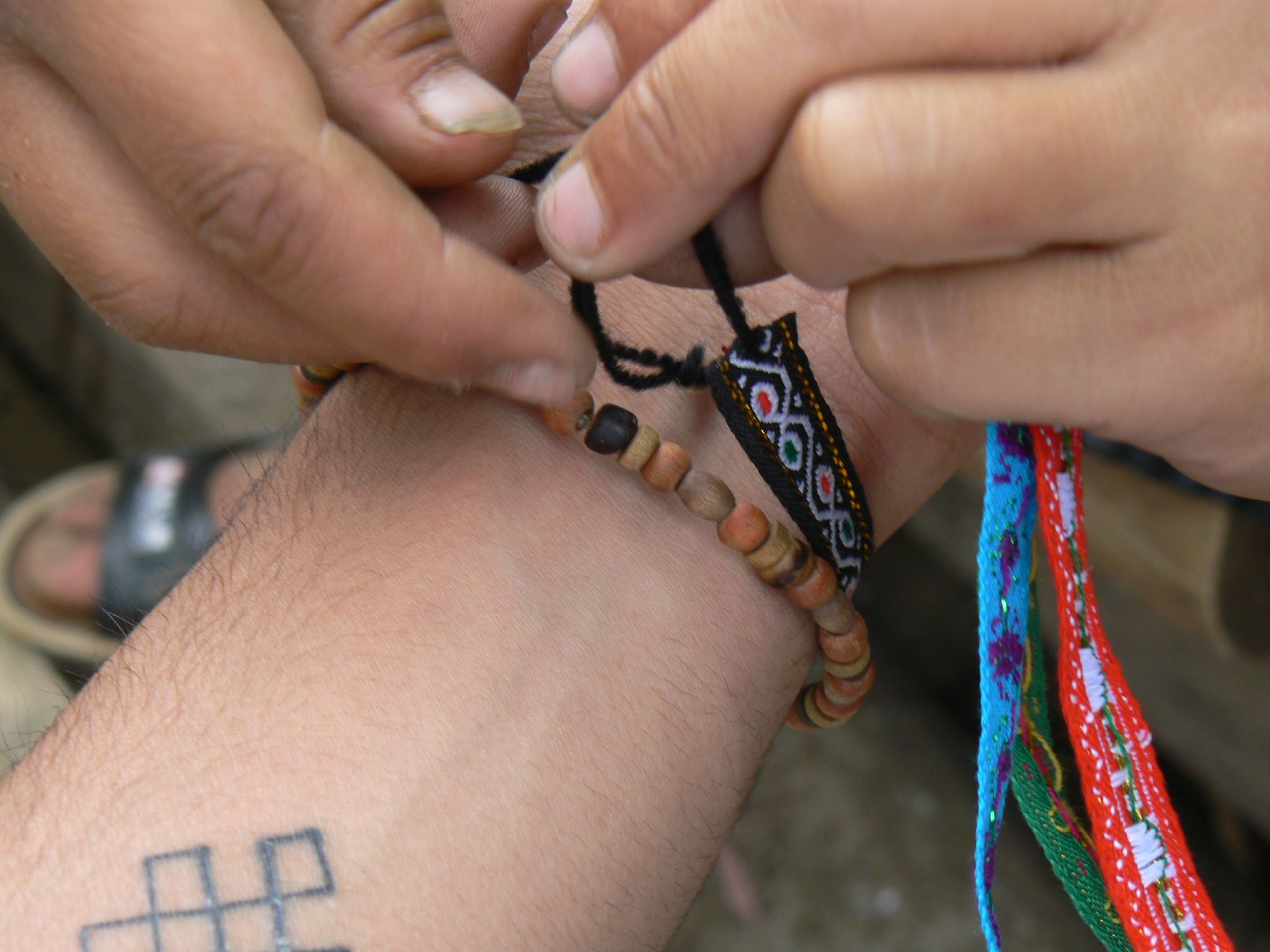
Befestigen eines Freundschaftsbändchens

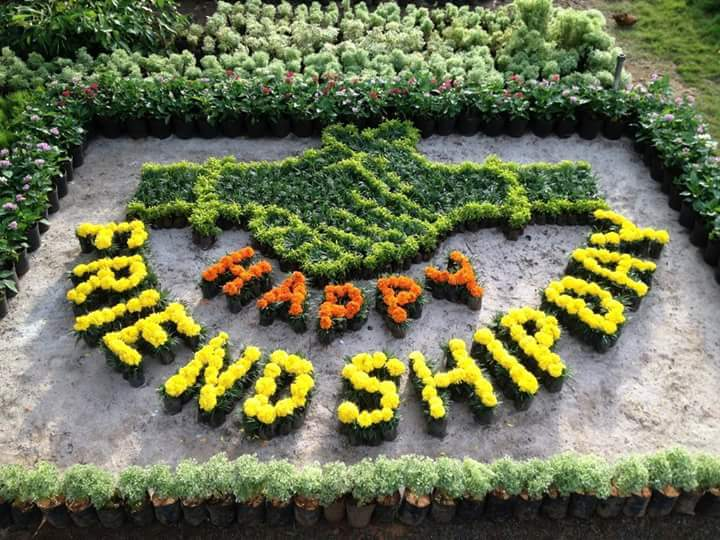
Immergrüne Pflanzen bilden den Schriftzug des Gedenktages nach.

Der Internationale Tag der Freundschaft (engl. International Day of Friendship) ist ein jährlich am 30. Juli begangener Gedenktag, der an die Bedeutung der Freundschaft zwischen Personen, Ländern und Kulturen erinnern soll. Dieser Tag wurde von der 1958 in Paraguay gegründeten Initiative Cruzada Mundial para la Amistad angestoßen. Unabhängig davon wurden auch in anderen Ländern „Tage der Freundschaft“ an unterschiedlichen Tagen des Jahres begangen, so etwa der 20. Juli in Argentinien, Brasilien und Uruguay oder der 1. Sonntag im August in den USA und Teilen Asiens.
Der Internationale Tag der Freundschaft wurde am 27. April 2011 durch die Vollversammlung der Vereinten Nationen ausgerufen. Gemäß der UN-Resolution sind alle Mitgliedstaaten, UN-Organisationen, andere internationale und regionale Organisationen, die Zivilgesellschaft, Nichtregierungsorganisationen und Personen eingeladen, diesen Tag im Einklang mit kulturellen Gepflogenheiten und sonstigen örtlichen Gebräuchen zu begehen.